# 골침

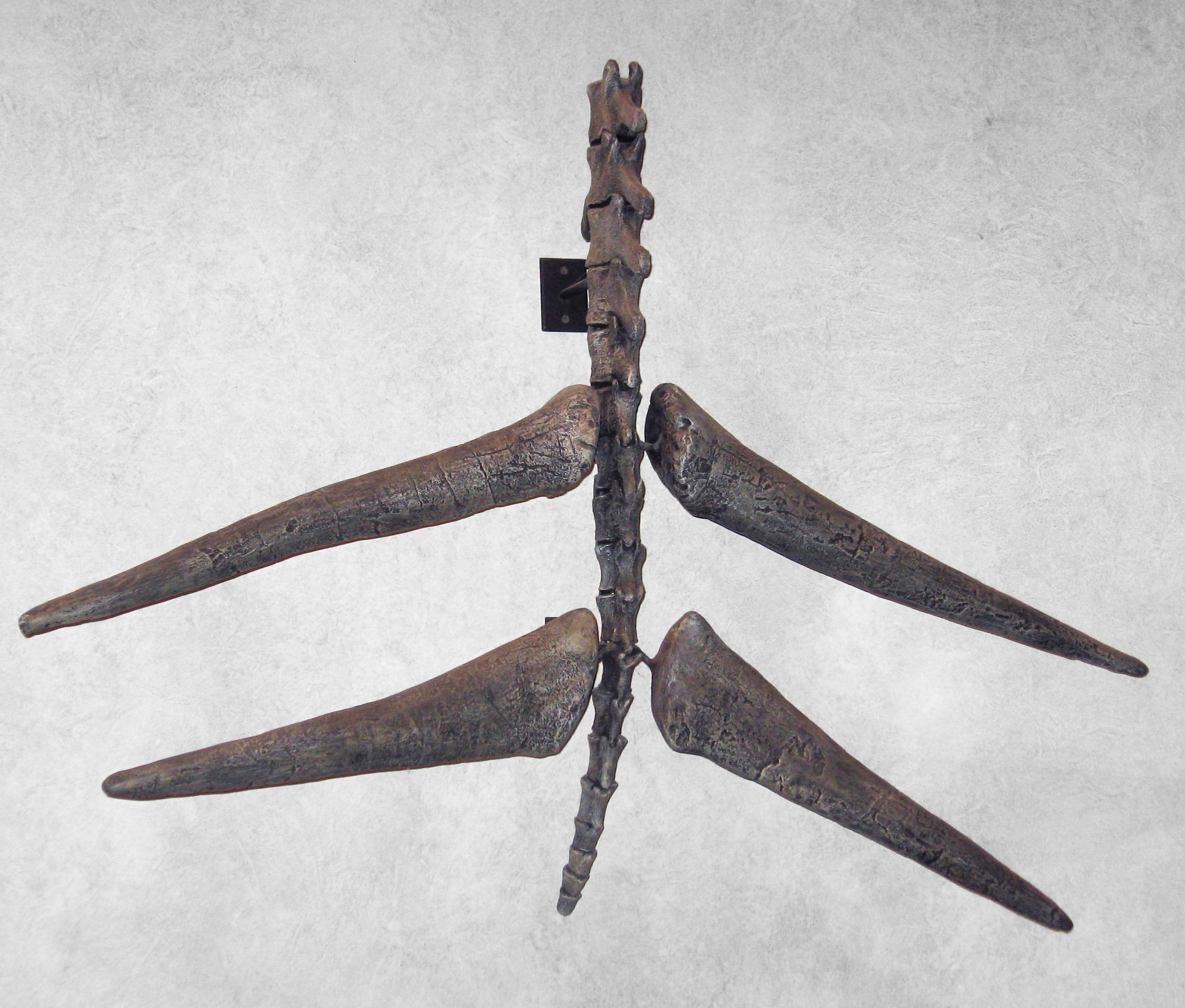
스테고사우루스의 꼬리의 골침.

골침(骨針, Thagomizer) 또는 꼬리 가시는 스테고사우루스과의 특정 공룡들의 꼬리에 있는 4 ~ 10개의 배치 구조이다. 이 꼬리의 구조는 포식자에 대항하는 방어 무기라고 생각되고 있다.

## 같이 보기
- 스테고사우루스
- Strigiphilus garylarsoni